# Slavko Čepin
Slavko Čepin, slovenski agronom, * 10. maj 1936, Bistrica, Kozje.
Diplomiral je 1959 na ljubljanski Fakulteti za agronomijo, gozdarstvo in veterinarstvo in 1980 doktoriral na Biotehniški fakulteta v Ljubljani. V letih 1963−1980 je bil zaposlen pri Kmetijskem inštitutu Slovenije, od 1981-85 je bil direktor Kmetijskega poskusnega centra Jable, od 1984 pa tudi redni profesor za govedorejo na Biotehniški fakulteti v Ljubljani. Slavko Čepin je prvi v Sloveniji sistematično raziskoval klavne lastnosti mladih govedi.